# Adriaen Cornelisz. Vereyck

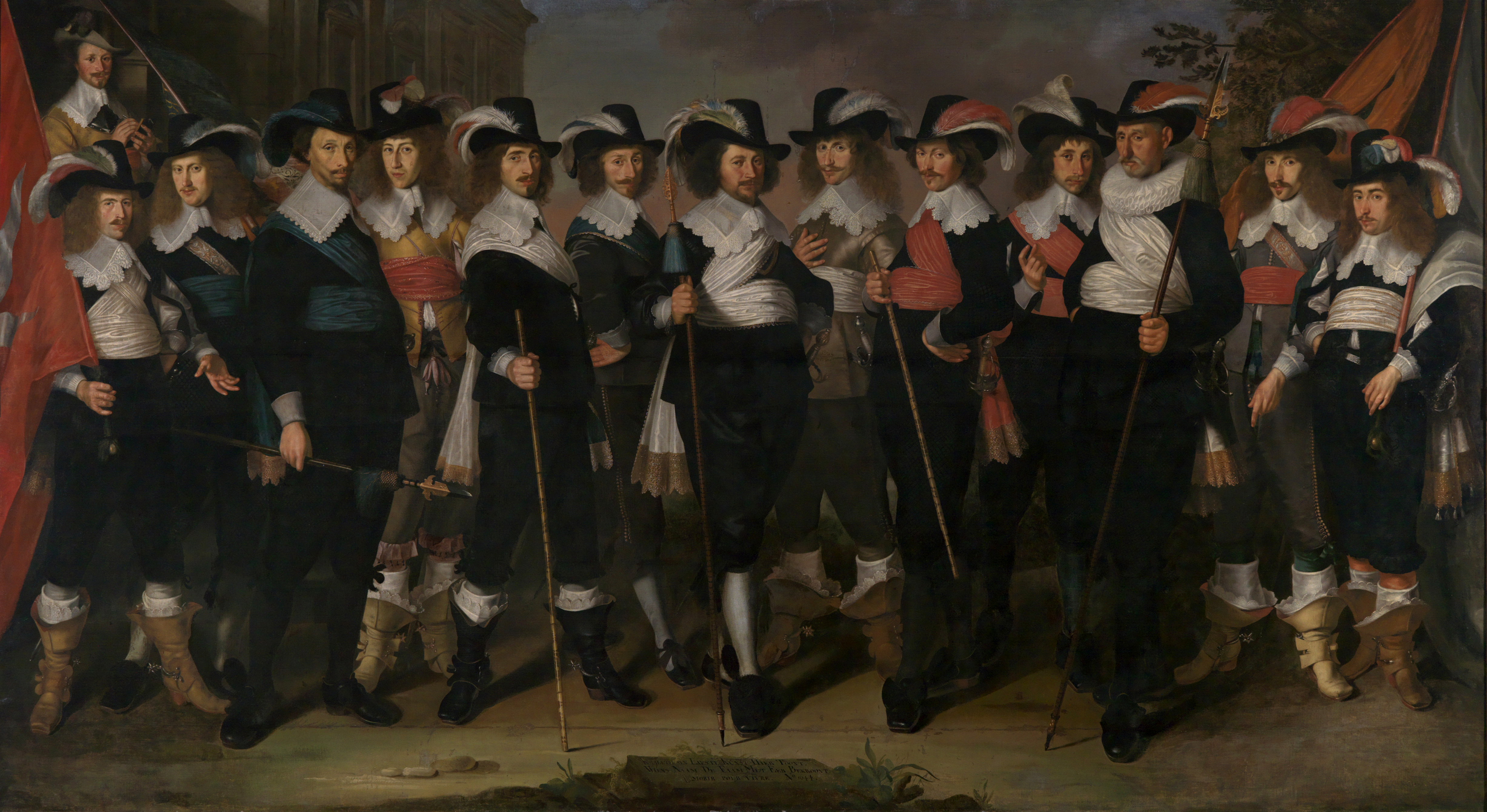
Officieren van de schutterij onder leiding van kolonel Harmanus Herbertsz., een van de afgebeelde officieren is Vereyck

Adriaen Cornelisz. Vereyck (? – Gouda, begraven 10 februari 1682) was burgemeester van de Noord-Nederlandse stad Gouda.

## Leven en werk
Vereyck werd in 1644 lid van de Goudse Vroedschap. In de daaropvolgende jaren vervulde hij meerdere regentenfuncties in deze stad. In 1648 was hij fabrieksmeester en in 1649 was hij tresorier (schatbewaarder). In 1650 werd hij voor de eerste maal tot burgemeester gekozen. Hij zou deze functie veertien keer vervullen, respectievelijk in 1650, 1651, 1654, 1655, 1658, 1659, 1663, 1665, 1666, 1671, 1675, 1676, 1679 en 1680. In de jaren 1667 tot 1669 was hij gecommitteerde ter auditie van de rekeningen van de provincie Holland.
Vereyck staat afgebeeld als kapitein van de schutterij op een schuttersstuk vervaardig door de schilder Wouter Crabeth in 1644. Vereyck was niet allen regent, maar ook geïnteresseerd in kunst en geschiedenis. Net als zijn vader schilderde hij. Ook maakte hij een stadsbeschrijving van Gouda. Zijn manuscript is bewaard gebleven in het Goudse archief. Deze monografie is door hem omstreeks 1650 gemaakt. Volgens een andere Goudse geschiedschrijver, De Lange van Wijngaarden, heeft Ignatius Walvis bij zijn "Beschryving der stad Gouda" gebruikgemaakt van dit materiaal.
Vereyck zorgde ervoor, samen met zijn collega burgemeester Govert Suijs, dat de kartons, de oorspronkelijke tekeningen, van de Goudse glazen bewaard zijn gebleven. Zij lieten in de kamer van de kerkmeesters een afgesloten bewaarplaats voor deze kartons inrichten.
Vereyck overleed in 1682. Hij werd op 10 februari 1682 begraven in de Goudse Sint-Janskerk. Bij testament had hij bepaald dat er jaarlijkse uitkeringen (een zogenaamde "preuve") gedaan moesten worden ten behoeve van het Sint-Elisabethgasthuis en het Heilige Geesthuis.